# Генеральное консульство Польши в Санкт-Петербурге

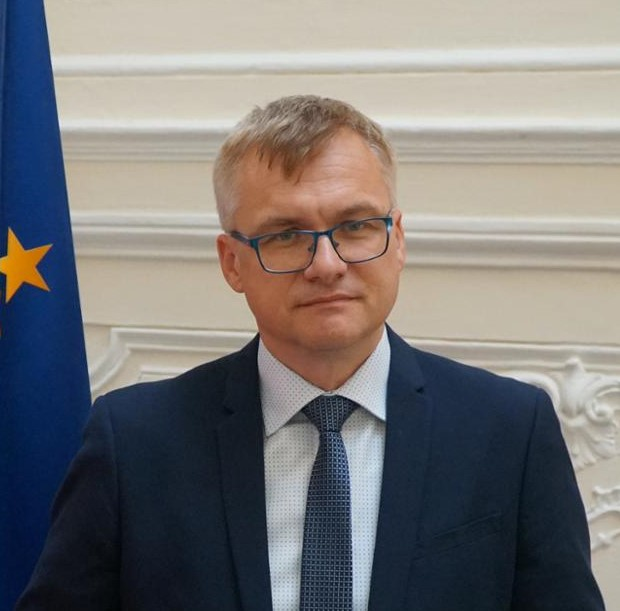
Гжегож Cлюбовски — Генеральный консул Республики Польша в Санкт-Петербурге (2019—2025)

Генеральное консульство Республики Польша в Санкт-Петербурге (пол. Konsulat Generalny RP w Sankt Petersburgu) — бывшее польское консульское представительство, расположенное в Санкт-Петербурге. Закрыт в 2025 г.
В консульский округ входили: Санкт-Петербург, Ленинградская область, Псковская область, Мурманская область, Архангельская область, Новгородская область, Вологодская область, Республика Карелия, Республика Коми, Ненецкий автономный округ.
Должность генерального консула с 2019 по 2025 гг. занимал Гжегож Cлюбовски (пол. Grzegorz Ślubowski).

## Структура
- Генеральный консул — начальник консульского представительства;
- Отдел по визовым вопросам, консульской и юридической опеке;
- Отдел сотрудничества с Полонией и поляками за границей;
- Административно-финансовый отдел[4].

## История
Акт об утверждении Консульства Польской Республики в Ленинграде был подписан 23 июля 1926 года, официальное открытие Консульства состоялось 2 октября того же года. Консульский округ включал Череповецкую, Ленинградскую, Мурманскую, Новгородскую и Псковскую губернии, а также Автономную Карельскую ССР. Главными задачами, стоявшими перед Консульством, помимо паспортно-визовых функций и легализации документов, были действия по урегулированию экономических обязательств между государствами и осуществлению репатриации в соответствии с положениями Рижского мирного договора. Также Консульство рассматривало дела, связанные с собственностью польских граждан, выехавших из России в 1917—1918 годах.
С сентября 1939 (начало Второй Мировой войны) по март 1972 года Консульство не функционировало. После открытия в марте 1972 года консульский округ включал в себя Ленинград, Ленинградскую, Архангельскую, Мурманскую, Новгородскую и Псковскую области, а также Карельскую АССР, Латвийскую и Эстонскую ССР.
Новая «Консульская конвенция между Республикой Польша и Российской Федерацией» была подписана в 1992 и вступила в силу в 1995 году. 15 марта 1993 года вступило в силу «Соглашение между Правительством Российской Федерации и Правительством Республики Польша о сотрудничестве региона Санкт-Петербурга и регионов Республики Польша».
Вступление Польши в Евросоюз и присоединение к Шенгенскому соглашению добавило Консульству новые обязанности, связанные с оформлением шенгенских виз.

## Здание консульства
С момента образования Консульство сменило несколько мест. 
С 1983 года Консульство располагалось по адресу С.-Петербург, 5-я Советская ул., д. 12, в особняке постройки начала 1860-х годов. Дом был построен по проекту архитектора Августа Ланге для петербургского купца Платона Осиповича Иванова.